# Дзафферани, Роза
Роза Дзафферани (итал. Rosa Zafferani; род. 16 августа 1960, Сан-Марино) — капитан-регент Сан-Марино с 1 апреля по 1 октября 1999 года вместе с Антонелло Баччокки и с 1 апреля по 1 октября 2008 года вместе с Федерико Педини Амати. Член Христианско-демократической партии. Была также государственным секретарём здравоохранения, образования и внутренних дел.